# جبل برادوست

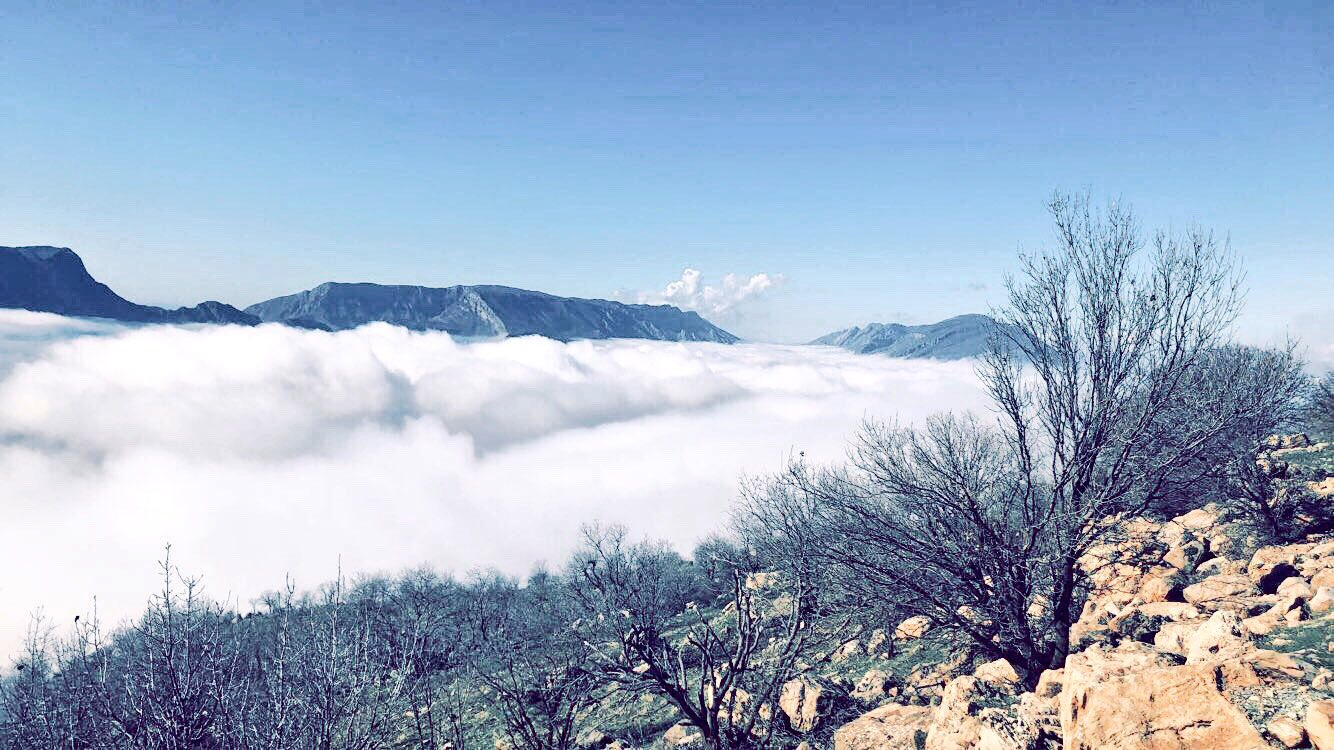

جبل برادوست هو جبل يقع في محافظة أربيل في شمال العراق، يرتفع حوالي 5000 قدم عن سطح البحر، ويتواجد به عدة كهوف قديمة مثل كهف شاندر و كهف بستون.